# دنيس جونسون (لاعب كرة قدم)
دنيس جونسون (بالسويدية: Dennis Jonsson)‏ هو لاعب كرة قدم سويدي في مركز قلب الدفاع، ولد في 16 فبراير 1983 في غوتنبرغ في السويد. شارك مع منتخب السويد تحت 21 سنة لكرة القدم. أما مع النوادي، فقد لعب مع نادي أورغريته ونادي غوتبورغ.

## وصلات خارجية
- دنيس جونسون (لاعب كرة قدم) على موقع اتحاد السويد (السويدية)
- دنيس جونسون (لاعب كرة قدم) على موقع قاعدة بيانات كرة القدم.إي يو (الإنجليزية)
- دنيس جونسون (لاعب كرة قدم) على موقع Soccerway.com (الإنجليزية)